# Judy Johnson
William Julius Johnson, detto Judy (Snow Hill, 26 ottobre 1899 – Wilmington, 15 giugno 1989), è stato un giocatore di baseball statunitense che ha giocato nel ruolo di terza base nelle Negro League. È stato introdotto nella National Baseball Hall of Fame nel 1975.

## Carriera
Johnson giocò per 17 stagioni nelle Negro League dal 1921 al 1937. Di corporatura minuta, non batté mai di potenza ma ebbe successo come battitore di contatto e come difensore, tanto da essere ricordato come il miglior terza base della storia delle Negre League. Dal 1921 al 1929, Johnson fu membro degli Hilldale Daisies, di cui in campo divenne il leader. Grazie alle sue prestazioni la squadra vinse tre pennant della Eastern Colored League e nel 1925 le Colored World Series. Dopo essere stato giocatore e manager degli Homestead Grays, fece ritorno ai Daisies all'inizio degli anni trenta, dopo di che firmò con i Pittsburgh Crawfords. La squadra di Pittsburgh del 1935 è considerata la migliore nella storia delle Negro League. Si ritirò nel 1937 dopo avere fatto un breve ritorno ai Grays.
Dopo il ritiro come giocatore, Johnson divenne un osservatore per le squadre della Major League Baseball. Fu assunto come assistente allenatore dei Philadelphia Athletics nel 1954, diventando uno dei primi afroamericani a firmare per allenare una squadra della MLB.

## Palmarès

### Club
- Negro League World Series: 1

Hilldale Club: 1925

### Individuale
- Negro League All-Star: 2

1933, 1936